# Adolph Methfessel
Adolph Methfessel (* 7. März 1807 in Mühlhausen; † 17. November 1878 in Bern) war ein deutscher Komponist und Dirigent.

## Leben
Adolph Methfessel, ein Neffe von Albert Methfessel, war ab 1830 Solocellist und Flötist der Bernischen Musikgesellschaft, die er ab 1841 als Dirigent leitete. Sein Nachfolger wurde im Mai 1859 Eduard Franck.
Daneben war er von 1849 bis 1867 Leiter der Berner Liedertafel und ab 1869 Cellolehrer an der Musikschule der Stadt.
Er verfasste Stücke für Flöte und Violoncello. Einer seiner Schüler war Hugo Bußmeyer.